# Manla
Mansle és un municipi francès situat al departament del Charente i a la regió de la Nova Aquitània. L'any 2007 tenia 1.520 habitants.

## Demografia

### Població
El 2007 la població de fet de Mansle era de 1.520 persones. Hi havia 697 famílies de les quals 255 eren unipersonals (96 homes vivint sols i 159 dones vivint soles), 267 parelles sense fills, 135 parelles amb fills i 40 famílies monoparentals amb fills.
La població ha evolucionat segons el següent gràfic:
Habitants censats

### Habitatges
El 2007 hi havia 829 habitatges, 702 eren l'habitatge principal de la família, 45 eren segones residències i 82 estaven desocupats. 692 eren cases i 134 eren apartaments. Dels 702 habitatges principals, 384 estaven ocupats pels seus propietaris, 302 estaven llogats i ocupats pels llogaters i 16 estaven cedits a títol gratuït; 20 tenien una cambra, 62 en tenien dues, 147 en tenien tres, 188 en tenien quatre i 285 en tenien cinc o més. 425 habitatges disposaven pel capbaix d'una plaça de pàrquing. A 364 habitatges hi havia un automòbil i a 219 n'hi havia dos o més.

### Piràmide de població
La piràmide de població per edats i sexe el 2009 era:
| Homes | Edats   | Dones |
| ----- | ------- | ----- |
| 4     | 95 o +  | 20    |
| 12    | 90 a 94 | 28    |
| 0     | 85 a 89 | 32    |
| 16    | 80 a 84 | 32    |
| 32    | 75 a 79 | 52    |
| 48    | 70 a 74 | 72    |
| 52    | 65 a 69 | 52    |
| 32    | 60 a 64 | 40    |
| 52    | 55 a 59 | 56    |
| 40    | 50 a 54 | 36    |
| 44    | 45 a 49 | 44    |
| 44    | 40 a 44 | 48    |
| 48    | 35 a 39 | 56    |
| 44    | 30 a 34 | 28    |
| 48    | 25 a 29 | 56    |
| 24    | 20 a 24 | 36    |
| 56    | 15 a 19 | 84    |
| 36    | 10 a 14 | 44    |
| 44    | 5 a 9   | 24    |
| 44    | 0 a 4   | 40    |

## Economia
El 2007 la població en edat de treballar era de 873 persones, 622 eren actives i 251 eren inactives. De les 622 persones actives 543 estaven ocupades (300 homes i 243 dones) i 80 estaven aturades (35 homes i 45 dones). De les 251 persones inactives 77 estaven jubilades, 64 estaven estudiant i 110 estaven classificades com a «altres inactius».

### Ingressos
El 2009 a Mansle hi havia 746 unitats fiscals que integraven 1.496,5 persones, la mediana anual d'ingressos fiscals per persona era de 15.415 €.

### Activitats econòmiques
Dels 117 establiments que hi havia el 2007, 3 eren d'empreses extractives, 2 d'empreses alimentàries, 8 d'empreses de fabricació d'altres productes industrials, 4 d'empreses de construcció, 27 d'empreses de comerç i reparació d'automòbils, 6 d'empreses de transport, 8 d'empreses d'hostatgeria i restauració, 1 d'una empresa d'informació i comunicació, 10 d'empreses financeres, 9 d'empreses immobiliàries, 12 d'empreses de serveis, 19 d'entitats de l'administració pública i 8 d'empreses classificades com a «altres activitats de serveis».
Dels 35 establiments de servei als particulars que hi havia el 2009, 1 era una oficina d'administració d'Hisenda pública, 1 gendarmeria, 1 oficina de correu, 4 oficines bancàries, 4 tallers de reparació d'automòbils i de material agrícola, 1 taller d'inspecció tècnica de vehicles, 1 autoescola, 1 paleta, 1 guixaire pintor, 2 lampisteries, 5 perruqueries, 1 veterinari, 4 restaurants, 6 agències immobiliàries, 1 tintoreria i 1 saló de bellesa.
Dels 15 establiments comercials que hi havia el 2009, 2 eren supermercats, 2 fleques, 2 carnisseries, 2 llibreries, 4 botigues de roba i 3 floristeries.
L'any 2000 a Mansle hi havia 5 explotacions agrícoles.

## Equipaments sanitaris i escolars
El 2009 hi havia 2 farmàcies i 2 ambulàncies.
El 2009 hi havia 1 escola maternal i 1 escola elemental. Mansle disposava d'un col·legi d'educació secundària amb 316 alumnes.

## Poblacions més properes
El següent diagrama mostra les poblacions més properes.